# Neohyssura skolops
Neohyssura skolops là một loài chân đều trong họ Hyssuridae. Loài này được Kensley miêu tả khoa học năm 1978.